# Азад Аль-Баразі
Азад Аль-Баразі (4 січня 1988) — сирійський плавець.
Учасник Олімпійських Ігор 2012, 2016 років.